# Frederick Soddy
Frederick Soddy (Eastbourne, Anglia 1877. szeptember 2. – Brighton, Anglia 1956. szeptember 22. ) Nobel-díjas angol vegyész.

## Jelentősége
A radioaktivitás kutatásának egyik meghatározó alakja. Ernest Rutherforddal korszakalkotó felfedezéseket tettek. Ő vezette be az izotópia fogalmát a kémiába.

## Élete, munkássága
Édesapja Benjamin Soddy londoni kereskedő volt. 1895-ig az Eastbourne-i Egyetemen és a Walesi Egyetemen kémiát oktatott, majd 1895-1898 között az oxfordi Merton Főiskola ösztöndíjasa lett. 1899-1900 között az Oxfordi Egyetem hallgatója volt. 1900-ban a montréali McGill Egyetemre ment, és még az évben a radioaktivitás vizsgálatával foglalkozó Ernest Rutherford munkatársa lett.
„Valamikor az 1900-as év telének elején az ifjú fizikaprofesszor Ernest Rutherford a laboratóriumába hívott, és beszélt nekem a felfedezéséről. Épp akkor tért vissza a menyasszonyával Új-Zélandról… de még elutazása előtt talált rá arra, amit ő tórium-emanációnak nevezett… Természetesen nagyon érdekelt a dolog, és azt javasoltam, vizsgáljuk meg a kérdéses anyag kémiai tulajdonságait” — számolt be később a kezdetekről. Az ismeretlen gáz semmiféle kémiai reakcióra nem volt hajlamos. Ez — írta Soddy — „arra a megdöbbentő, de elkerülhetetlen következtetésre vezetett, hogy a tórium spontán és lassan kémiailag semleges radongázzá alakul”.
Közösen tanulmányozták a rádium sugárzását, valamint a sugárzással kapcsolatban az atomot. 1902-ben Rutherforddal igazolta, hogy a sugárzás atomátalakulással jár együtt. Megfogalmazták a radioaktív bomlás elméletét: a radioaktív sugárzás spontán atomátalakulások terméke. Megfogalmazták a radioaktív bomlás exponenciális törvényét, bevezették a felezési idő fogalmát. Felfedezték, hogy a radioaktív bomlás gyakori terméke a hélium.
1902-ben a Londoni Egyetemen William Ramsay-vel folytatta kutatásait.
1903-ban a spektrumanalízissel igazolta, hogy a radon bomlásának egyik terméke hélium (de még nem hozta összefüggésbe az alfa-részecskével). Rutherforddal közösen kimondta, hogy a radioaktivitás nem más, mint az elem atomjainak spontán (csak statisztikusan értelmezhető) átalakulása, ami sok atomot megfigyelve már egyértelmű törvényben rögzíthető. Ugyanebben az évben elsőként tett közzé megalapozott számításokat a radioaktív bomlással felszabaduló hő mennyiségéről:
„Kijelenthető tehát, hogy az egy gramm rádium elbomlása során keletkező sugárzás teljes energiája nem lehet kevesebb 108 grammkalóriánál, de az is lehetséges, hogy 109 és 1010grammkalória közé esik… A hidrogén és az oxigén egyesülése során körülbelül 4 * 103… kalória szabadul fel minden egyes gramm keletkezett vízből, s ez a reakció több energiát szabadít fel, mint bármely más ismert kémiai változás. A radioaktív folyamatban felszabaduló energia tehát legalább húszezerszer, de az is lehet, hogy egymilliószor több bármilyen molekuláris folyamatban felszabaduló energiánál.”
1904-ben a Glasgow-i Egyetem professzora lett. Ebben az évben mérnökkari tiszteknek tartott egy előadást a rádiumról, és megjósolta  az atomenergia felhasználását:
„Valószínű, hogy minden nehéz elemben — rejtetten, lekötve az atom szerkezetében — a rádiuméhoz hasonló mennyiségű energia van. Micsoda eszköz lenne a kezünkben a világ sorsának alakításához, ha megcsapolhatnánk és ellenőrzésünk alatt tarthatnánk ezt az energiát! Aki ráteszi a kezét a csapra, amellyel a fösvény Természet oly szűkmarkúan szabályozza e roppant erők kibocsátását,olyan fegyverre tesz szert, amellyel az egész Földet elpusztíthatja, ha akarja.”
1908-ban feleségül vette Winifred Beilby-t. 1910-ben tagjává választotta a Royal Society.
1911-ben vezette be az „izotóp” kifejezést az azonos kémiai sajátosságú, de különböző tömegszámú elemekre. 1912-ben fedezte fel, hogy a radioaktív elemek átalakulásai bomlási sorokba rendezhetőek. Megállapította, hogy az alfa-bomlás esetén mindig kettővel csökken a rendszám, néggyel a tömegszám. 1913-ban megalkotta a Fajans–Soddy-féle eltolódási szabályt. (Kasimir Fajans a béta-bomlást, Soddy főleg az alfa-bomlást vizsgálta) 1914-ben az Aberdeeni Egyetem kémia-professzora, 1919-ben az Oxfordi Egyetem professzora volt. 1921-ben kémiai Nobel-díjat kapott „a radioaktív anyagok kémiájáról szerzett ismereteink bővítéséért, valamint az izotópok keletkezésének és természetének vizsgálataiért”. 1937-ben nyugalomba vonult, a feleségével élt, könyveket írt, a politika iránt érdeklődött.

## Fontosabb publikációi
- Radioactive change (1903)
- Radioactivity (1904)
- The Interpretation of Radium (könyv, 1909)
- The Chemistry of the Radioactive Elements (1912-1914)
- Matter and Energy (1912)
- Science and Life (1920)
- Wealth, virtual wealth and debt. The solution of the economic paradox (1926)
- The Interpretation of the Atom (1932)
- Money versus Man (1933)
- The Story of Atomic Energy (1949)
- Atomic Transmutation (1953)